# Dingwall
Dingwall, schottisch-gälisch: Inbhir Pheofharain, ist eine Kleinstadt mit 5491 Einwohnern in den Highlands im Nordosten von Schottland. Es liegt am Cromarty Firth.

## Geschichte
sowie Heights of Brae

## Cross Slab von Dingwall
2019 wurde nahe einer frühchristlichen Kirche in der Nähe von Dingwall eine piktische Cross Slab entdeckt, die vor etwa 1200 Jahren geschaffen wurde. Der Fund ist von nationaler Bedeutung, da es sich um eine von nur etwa 50 bekannten vollständigen piktischen Kreuzplatten handelt.
Sie wurde in den 1790er Jahren als Grabstein verwendet und von Anne MacInnes in der Vegetation versteckt entdeckt.

## Verkehr
In Dingwall gab es einst einen Nordsee-Hafen. Aufgrund von Verlandung liegt der Ort heute jedoch ein Stück landeinwärts.
Der Bahnhof von Dingwall ist ein Trennungsbahnhof, in dem die Kyle of Lochalsh Line von der Far North Line abzweigt. Hier sitzt die Betriebsleitung für beide Strecken. Im Bahnhof von Dingwall ist eine Erinnerungstafel angebracht, die darauf hinweist, dass hier im Ersten Weltkrieg 134.864 Seeleute und Soldaten mit Tee versorgt wurden. Zwischen 1885 und 1951 verband die kurze, westlich des Ortes von der Kyle of Lochalsh Line abzweigende Strecke der Strathpeffer Branch Dingwall mit dem benachbarten Kurort Strathpeffer.
Im Straßenverkehr ist Dingwall über die A862 erreichbar, der früheren Führung der A9 bis zum Bau der Cromarty Bridge über den Cromarty Firth und der Kessock Bridge über den Beauly Firth. Von der A862 zweigt in Dingwall die A834 in Richtung Westen ab, über die Anschluss zur schottischen Westküste besteht.

## Sehenswürdigkeiten
- St Clement’s Church (Dingwall)

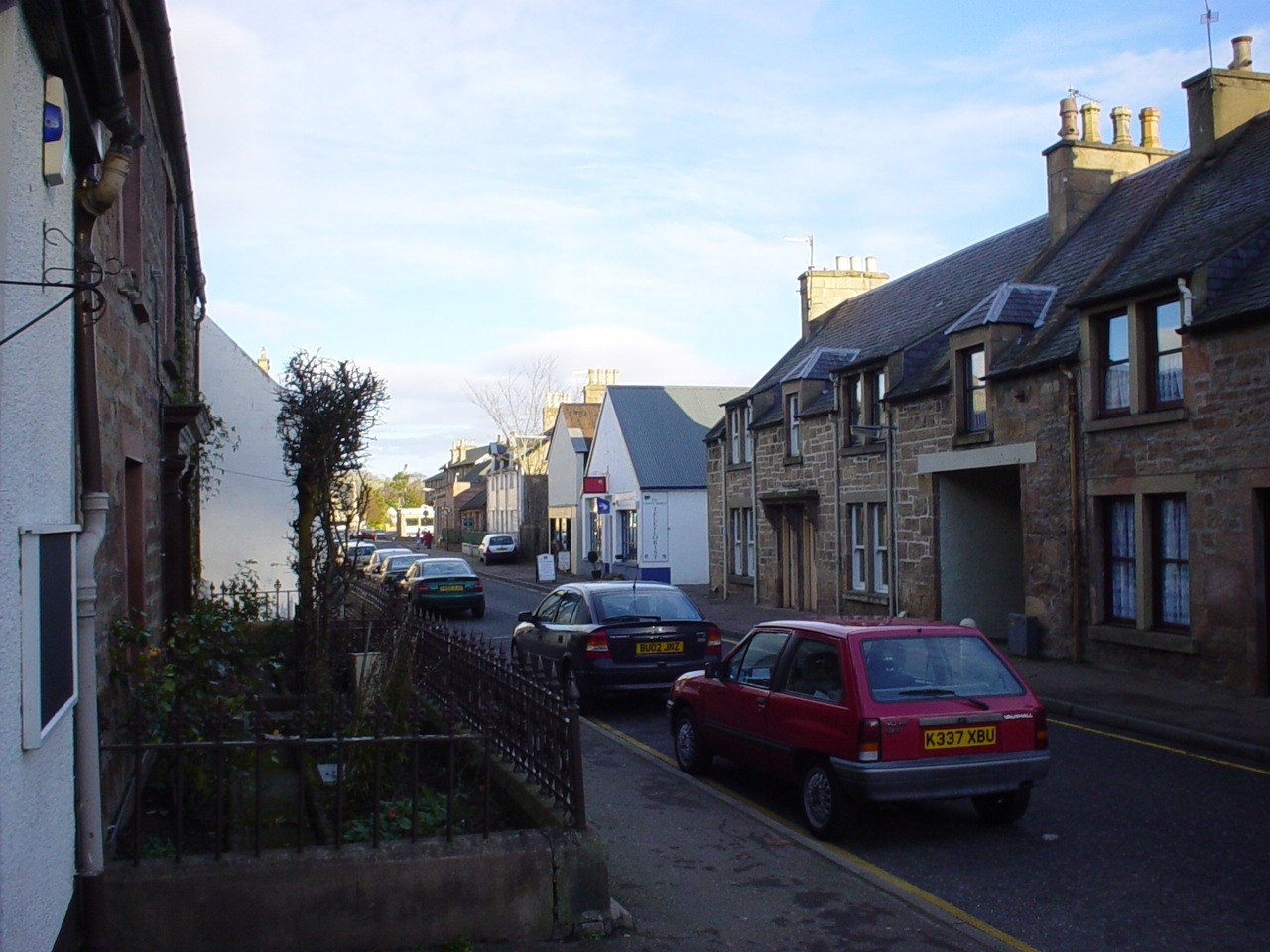
Hill Street
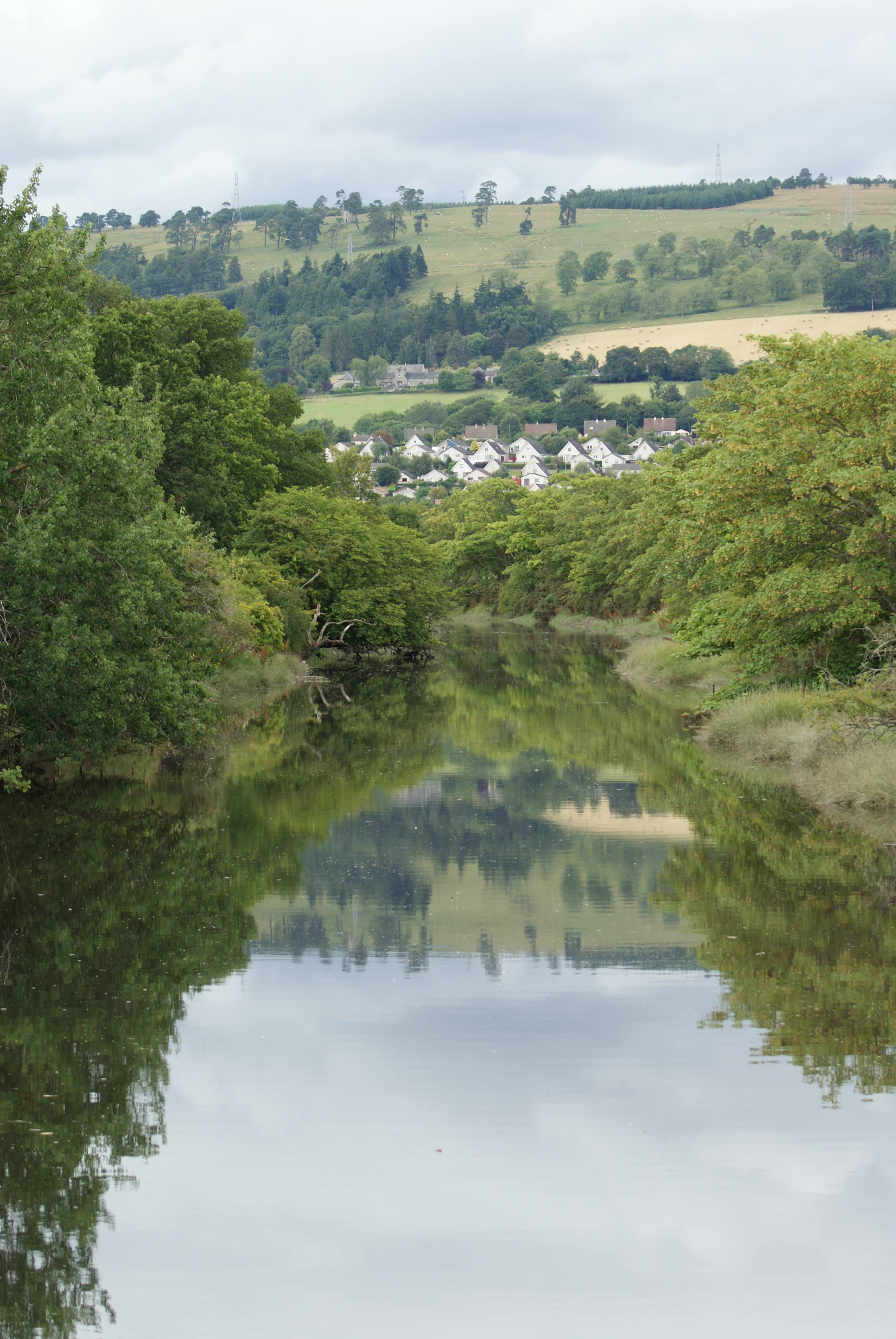
Dingwall Canal
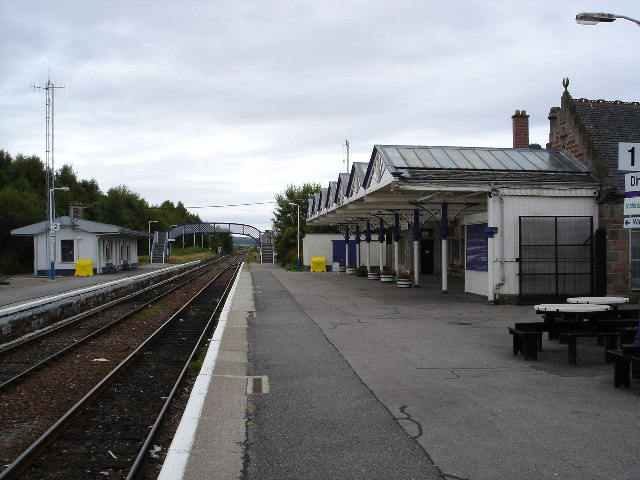
Bahnhof Dingwall

## Sport
Der Ross County FC, seit der Saison 2012/13 Mitglied der höchsten schottischen Spielklasse im Fußball (Scottish Premier League), trägt seine Heimspiele in Dingwall aus.

## Persönlichkeiten
- John Macpherson (1853–1904), Fußballspieler
- Andrew Norriss (* 1947), Autor
- Kate Forbes (* 1990), Politikerin
- Josh Reid (* 2002), Fußballspieler